# Centralni berawan jezik
Centralni berawan jezik (ISO 639-3: zbc), jedan od tri novopriznata berawanska jezika kojima govore pripadnici plemena Berawan s otoka Sarawaka, Malezija. Centralnoberawanski jezik ima 710 govornika (2007). Srodna su mu ostala dva jezika istočni berawan [zbe] i zapadni berawan [zbw].
Klasificira se široj sjevernobornejskoj skupini. Postoje dva dijalekta batu belah berawan i long teru berawan.